# Wolf Vostell

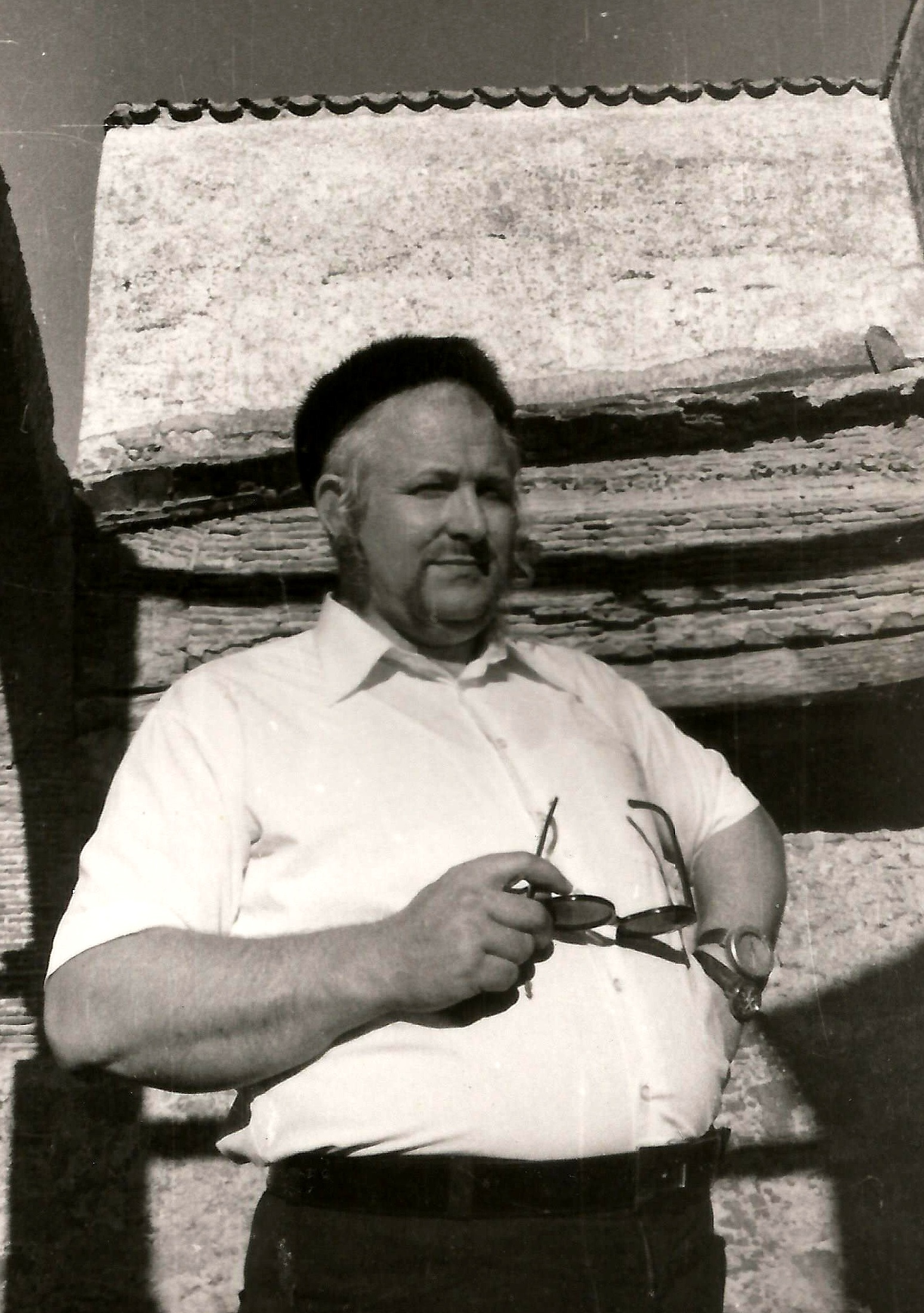
Wolf Vostell, 1980

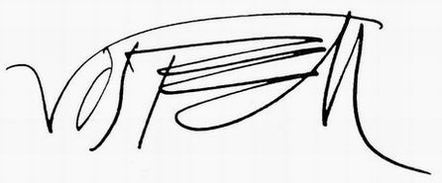
Unterschrift von Wolf Vostell (von einer Zeichnung)

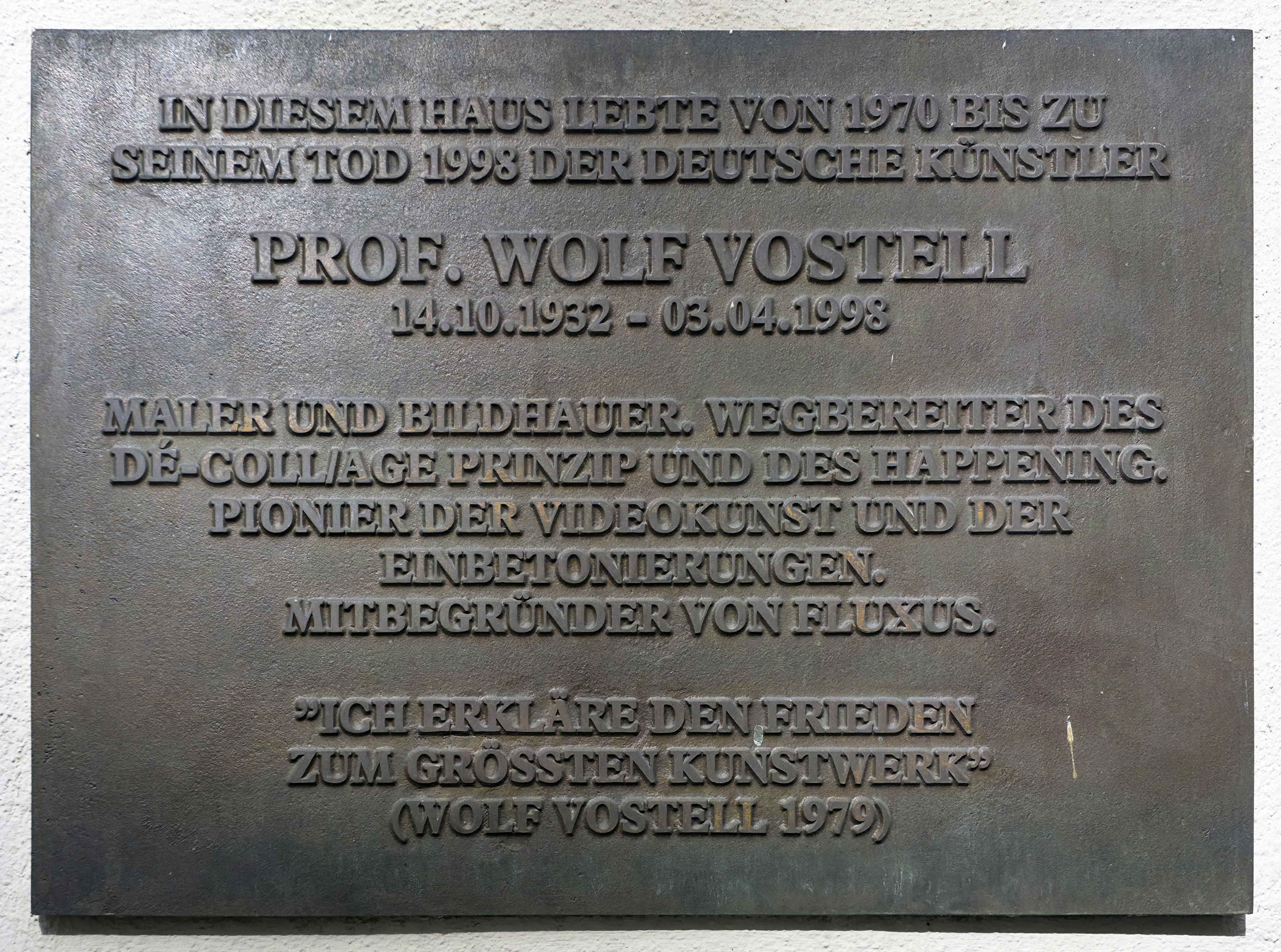
Gedenktafel am Haus Giesebrechtstraße 12 in Berlin-Charlottenburg

Wolf Vostell (* 14. Oktober 1932 in Leverkusen; † 3. April 1998 in Berlin) war ein deutscher Maler, Bildhauer und Happeningkünstler der zweiten Hälfte des 20. Jahrhunderts.
Wolf Vostell gilt als einer der Wegbereiter des Environments, der Installation, der Videokunst, des Happenings und der Fluxus-Bewegung. Techniken wie die Verwischung, die Dé-coll/age oder das Einbetonieren sind Kennzeichen seiner Werke.

## Leben

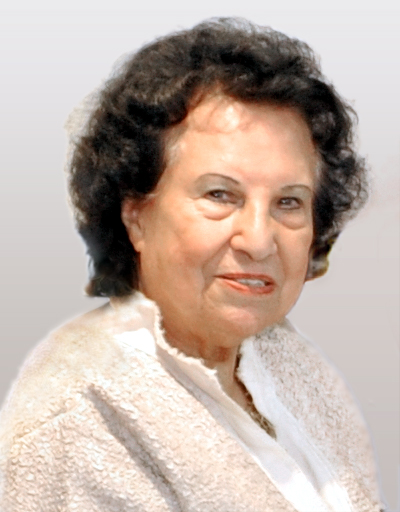
Mercedes Vostell, Wolf Vostells Witwe (retuschiertes Foto, Malpartida de Cáceres, August 2013)

Wolf Vostell war der Sohn von Hubert Schäfer (1896–1980) und dessen Ehefrau Regina Schäfer (1901–1975), geborene Vostell. 1939 siedelten seine Eltern mit ihm und seiner jüngeren Schwester Isolde ins Sudetenland um, wo sie in Komotau die Kriegsjahre verbrachten. Nach der Befreiung Deutschlands vom Nationalsozialismus, kehrte die Familie 1945 nach Leverkusen zurück. Als Schüler zeichnete er in den Jahren 1945 bis 1950 mit Tusche und Aquarell. 1952 nahm er den Geburtsnamen seiner Mutter an.
1958 lernte er in Guadalupe die junge Lehrerin Mercedes Vostell (geb. Mercedes Guardado Olivenza) kennen und verliebte sich in sie. 1959 heirateten beide in Cáceres und gingen anschließend nach Köln. Sie war für ihn „Muse, Mutter, Modell, engste Mitarbeiterin, Museumsgründerin, Familienunternehmerin“ wie aus einem Feature mit ihr hervorgeht. Er bezeichnete sie als seine „unzertrennliche Kooperantin“.
1960 bekamen Mercedes Vostell und Wolf Vostell ihren ersten Sohn, David Vostell. Fünf Jahre später kam der zweite Sohn Rafael zur Welt. 1971 zog die Familie nach Berlin.
1974 besuchte Vostell das westspanische Dorf Malpartida de Cáceres in der Extremadura und die in der Nähe liegende Felsenlandschaft Los Barruecos. Die bizarren Granit-Findlinge erinnerten ihn an seine eigenen Betonplastiken und er erklärte den Ort zu einem „Kunstwerk der Natur“. Inmitten dieser „surrealen“ Landschaft liegt die Anlage des „Lavadero de Lanas“, einer Wollwäscherei aus dem 18. Jahrhundert und gemäß seinem Kunstbegriff Kunst ist Leben, Leben ist Kunst beschloss er, hier einen „Treffpunkt für Kunst, Leben und Natur“ einzurichten.
Die Idee zum „Museum für den Kunstbegriff der zweiten Hälfte des 20. Jahrhunderts“ war geboren, und daher war für den Visionär Vostell 1974 auch das Gründungsjahr des Museums. Zunächst musste jedoch Überzeugungsarbeit geleistet werden. Einen Unterstützer fand Vostell im Bürgermeister, der auch den zunächst skeptischen Gemeinderat für das Projekt gewinnen konnte. 1976 erwarb die Gemeinde das Areal der „Lavadero“, und stellte es zusammen mit einem angrenzenden Teil der Barruecos dem Künstler zur Verfügung.

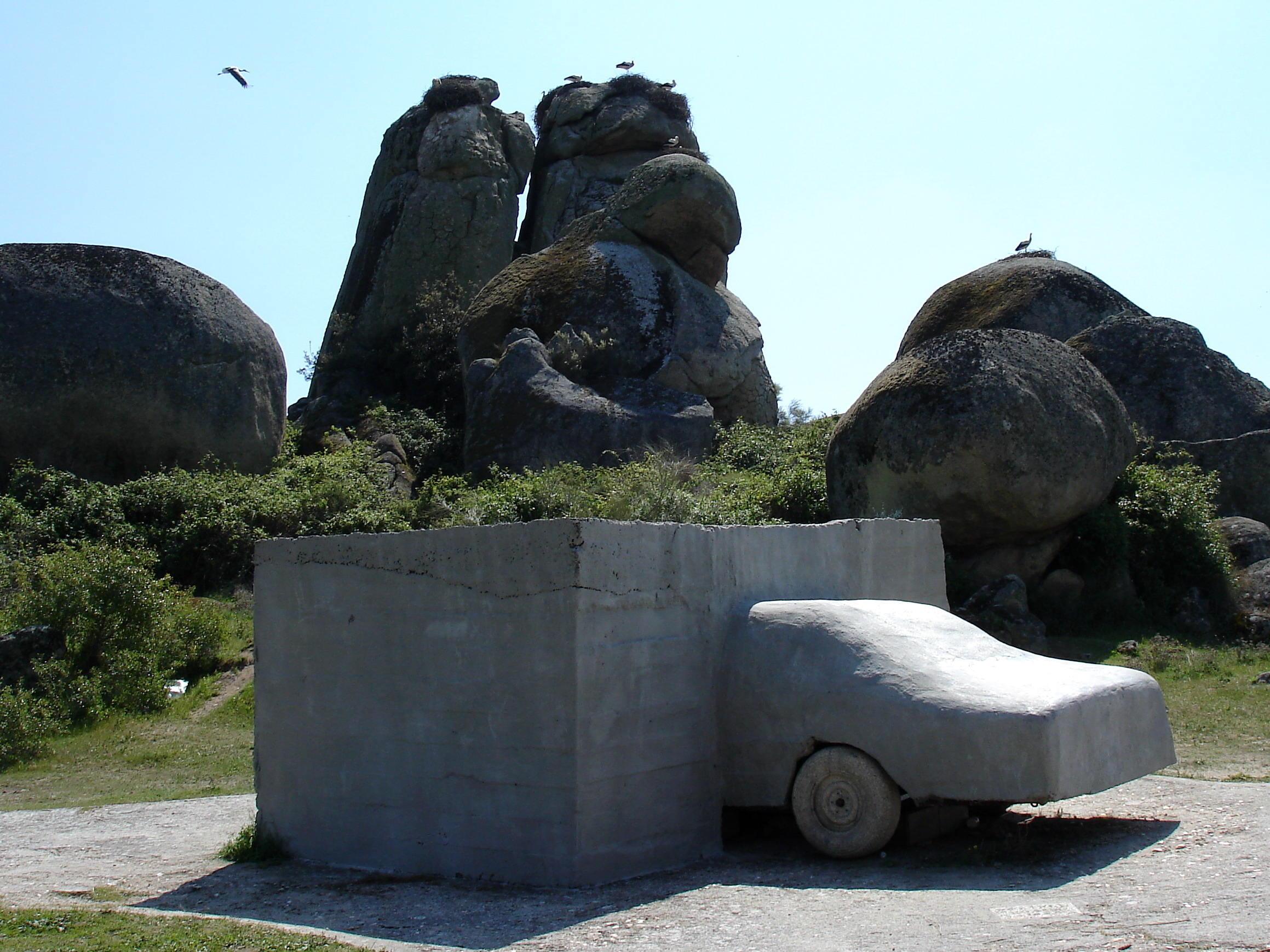
Wolf Vostell, VOAEX, 1976, Museo Vostell Malpartida

Im Oktober 1976 wurde das Museo Vostell Malpartida (MVM) zusammen mit der Aktionsplastik VOAEX (Viaje de (H)ormigon por la Alta Extremadura / Betonreise durch die Obere Extremadura) einen inmitten von Granitfelsen einbetonierten „Opel Admiral“, eingeweiht. Vostell schuf eigens für dieses Museum einige weitere Werke wie die Installation Requiem für die Vergessenen oder Das Ende von Parzival (El Fin de Parzival) einen Vorhang aus 20 Motorrädern nach einer Idee von Salvador Dali. Ende 1993 hielt er den Aufbau des Museums für abgeschlossen. Zum Bestand des Museums gehören etwa 50 Arbeiten Vostells aus vier Jahrzehnten: Skulpturen, Reliefs, Gemälde, Zeichnungen und Installationen.

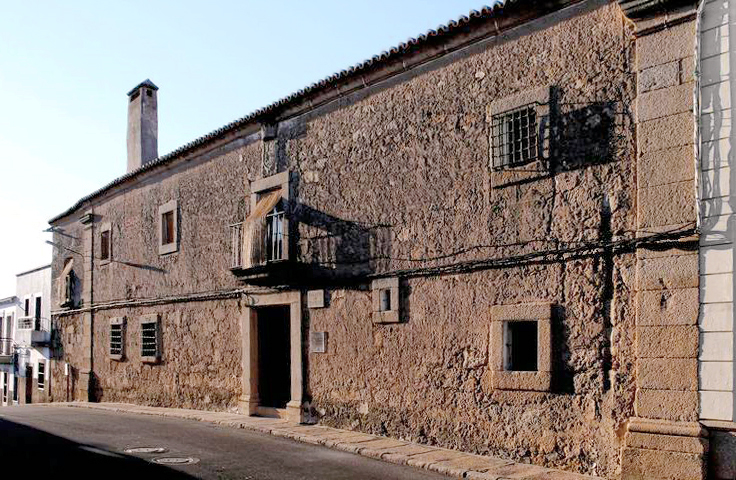
Palacio de Topete, 2014

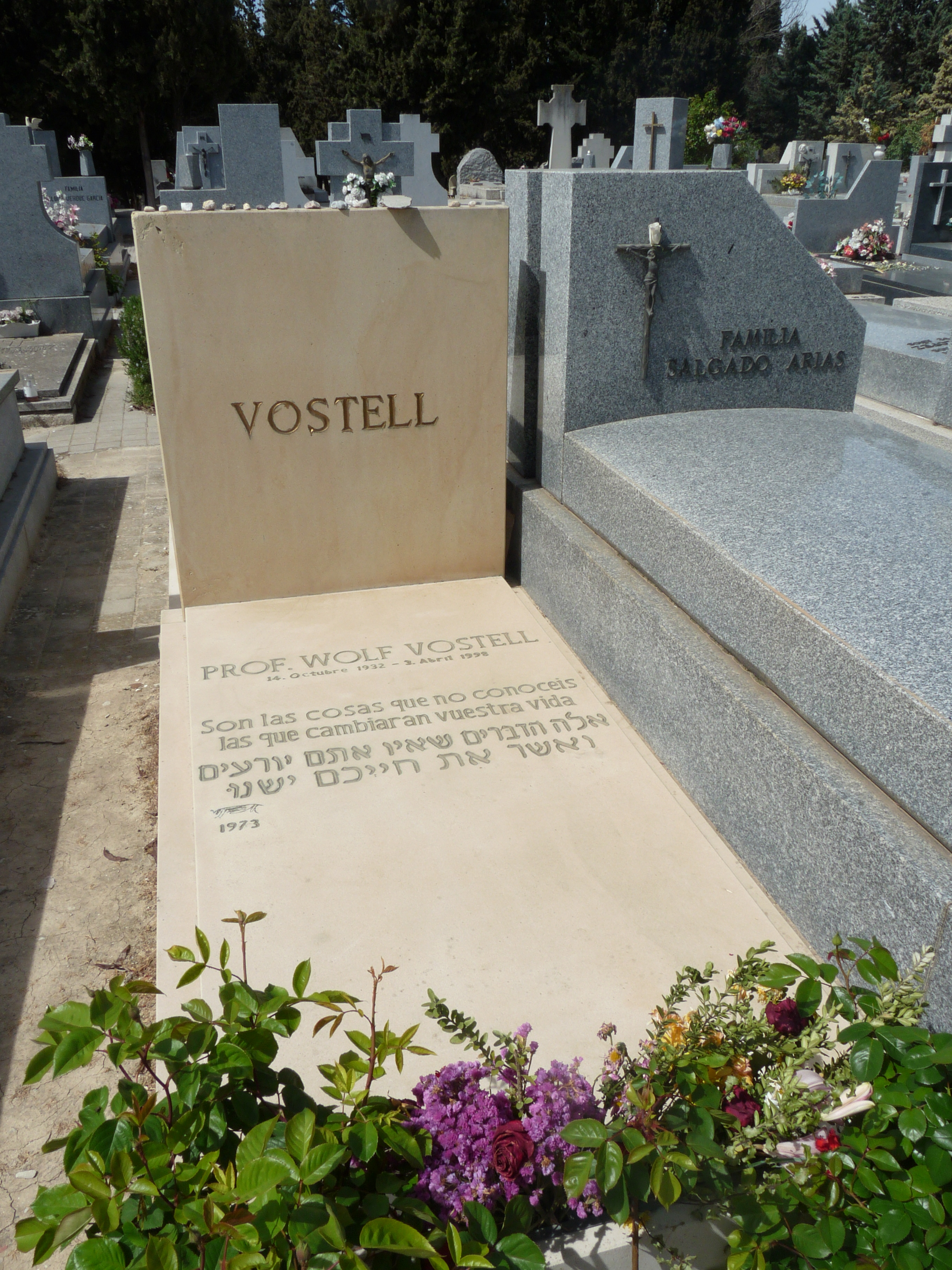
Grab Vostells in Madrid

Mercedes und Wolf Vostell erwarben 1977 das schlecht erhaltene Herrenhaus Palacio de Topete in Malpartida de Cáceres aus dem 18. Jahrhundert und renovierten es nach und nach. Im Januar 1978 organisierte Vostell dort die Woche der Zeitgenössischen Kunst (SACOM), eine der ersten Ausstellungen zeitgenössischer Kunst in der Extremadura mit dem Titel Koexistenz. Das Dorf wurde neben Berlin zu ihrem zweiten Wohnsitz. Für den Rest seines Lebens blieb er mit dem Ort verbunden und pendelte ständig zwischen Berlin und Malpartida.
1998 starb Wolf Vostell während eines Aufenthaltes in Berlin an Herzversagen. Sein Grab befindet sich, entsprechend seinem Wunsch, auf dem Cementerio de la Almudena in Madrid.
Nach seinem Ableben übernahm seine Frau die künstlerische Leitung des Museums und kuratiert den Nachlass ihres Mannes. Mercedes Guardado Olivenza Vostell, wie ihr vollständiger Namen lautet, verwendete gelegentlich auch eine kürzere Form: „Mercedes Guardado de Vostell“, ein kleines Wortspiel unter Verwendung ihres ersten Nachnamens, der dem Partizip Perfekt des spanischen Wortes „guardar“ entspricht und die Bedeutungen von halten, bewahren oder hüten hat. Dadurch wurde sie buchstäblich zur „Bewahrerin von Vostell“. Das Prinzip des Bewahrens findet sich auch in der Biografie, die sie 2011 auf Spanisch und 2012 auf Deutsch veröffentlichte. Mercedes Vostell starb am 15. Oktober 2023. 

## Künstlerische Arbeit
Von 1950 an setzte Vostell erste künstlerische Ideen um, 1953 begann er eine Lithografenlehre und besuchte die Werkkunstschule an der Bergischen Universität bei Ernst Oberhoff in Wuppertal. Am 6. September 1954 fand er in Paris auf der Titelseite des Le Figaro das Wort décollage (dt. „abheben“, „losmachen“, „sich Lösen des Geleimten“, „trennen“), das im Zusammenhang mit einem Absturz einer Lockheed Super Constellation in den Shannon benutzt wurde. Vostell änderte für sich die Schreibweise in Dé-coll/age und übertrug den Begriff auf seine Plakatabrisse und Happenings. Dé-coll/age wurde für Wolf Vostell zum Gestaltungsprinzip und umfassenden Kunstbegriff.
1955/1956 besuchte er die Pariser École nationale supérieure des beaux-arts und 1957 die Kunstakademie Düsseldorf. Vostells Happening Das Theater ist auf der Straße von 1958 in Paris war das erste Happening in Europa. Sein Happening Cityrama von 1961 in Köln war das erste Happening in Deutschland. Vostell produzierte Objekte mit Fernsehern und Autoteilen. Beeinflusst von der Arbeit Karlheinz Stockhausens im elektronischen Studio des WDR entstanden 1959 elektronische TV-Dé-coll/agen. Damit begann sein Engagement in der Fluxus-Bewegung, die er 1962 mitbegründete.
1959 gründete Vostell das Vostell-Archiv. Wolf Vostell sammelte Fotografien, künstlerische Texte, persönliche Korrespondenz mit Weggefährten wie Nam June Paik, Joseph Beuys, Dick Higgins, sowie weitere Objekte, die das Schaffen der Künstler seiner Generation dokumentierten. Seit den 1990er Jahren ist Vostells Privatbibliothek Teil des Archivs. Sein Werk ist fotografisch dokumentiert und ebenfalls Bestandteil des Archivs, das sich seit 2006 im „Museo Vostell Malpartida“ befindet.
Vostell initiierte weitere Happenings, unter anderem 1963 9-Nein-dé-coll/agen in Wuppertal, 1964 in New York das Happening You und weitere in Berlin, Köln, Wuppertal und Ulm. 1963 wurde Wolf Vostell mit der Installation 6 TV Dé-coll/age in der Sammlung des Museo Reina Sofía Madrid und mit dem Video Sun in your head zum Pionier der Videokunst. 1965 nahm er am 24-Stunden-Happening in der Galerie Parnass in Wuppertal teil. 1967 setzte er sich im Happening Miss Vietnam mit dem Vietnamkrieg auseinander. 1968 erfolgte in Zusammenarbeit mit dem Komponisten Mauricio Kagel und anderen die Gründung des Labor e. V. welches akustische und visuelle Ereignisse erforschen sollte.
Vostell gilt als der erste Künstler, der ein Fernsehgerät in ein Kunstwerk integrierte. Dieses aus drei Assemblagen bestehende Environment aus dem Jahre 1958 mit dem Titel Das schwarze Zimmer (Deutscher Ausblick, Auschwitz-Scheinwerfer 568, Treblinka) ist Teil der Sammlung der Berlinischen Galerie. Frühe Werke mit Fernsehern sind Transmigracion I bis III, aus dem Jahre 1958 und Elektronischer dé-coll/age Happening Raum, eine Installation aus dem Jahr 1968.
Ab den 1950er Jahren thematisierte Wolf Vostell in zahlreichen Werken den Holocaust. Er wollte mit seinem Äußeren nicht zum Ausdruck bringen, dass er jüdisch sei. Durch sein Erscheinungsbild trug er vielmehr seine Werte nach außen und richtete sich damit gegen die Gefahr, die Vernichtung der europäischen Juden durch die deutschen Nationalsozialisten zu verdrängen oder gar zu vergessen. Mit Schläfenlocken, Pelzhut und Kaftan entsprach er genau dem Feindbild, das die Propaganda des Hitler-Regimes nach dem Vorbild der osteuropäischen Juden als antisemitisches Stereotyp gezeichnet hatte. Er übersteigerte dieses Bild durch Verwendung weiterer Attribute, wie protzigen Ringen an den Fingern und einer ebenso dicken Zigarre, die in verleumderischen Karikaturen aus der NS-Zeit dem „geldgierigen, jüdischen Wucherer“ symbolisch an die Hand gegeben worden waren.

### Erste Arbeiten
1953 entstanden zunächst traditionell gefertigte Arbeiten wie Korea und Korea Massaker (beide Öl auf Papier), Kriegskreuzigung II (Öl auf Leinwand) sowie die Aquarelle Das Paar, Familie, Flugzeug und Kriegskreuzigung. 1955 zeichnete er einen Zyklus von Tusche-Zeichnungen zu Peter Schlemihls wundersamer Geschichte.

### 1960er Jahre

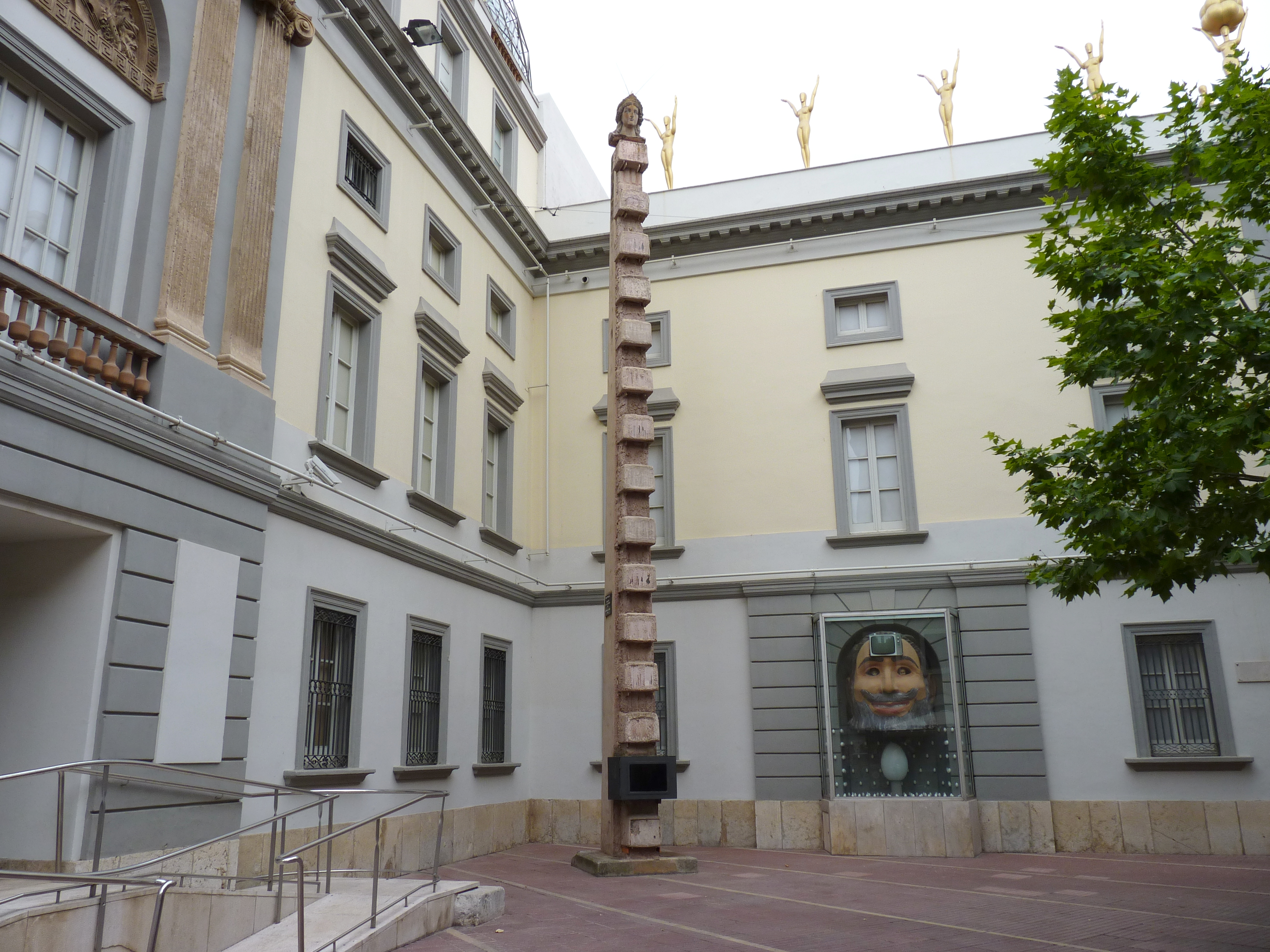
Wolf Vostell, Obelisc de la Television, 1979, Teatre-Museu Dalí, Figueres

1962 nahm Vostell an der Fluxus-Manifestation Fluxus: Internationale Festspiele Neuester Musik in Wiesbaden und 1963 am Fluxus-Festival Festum Fluxorum Fluxus in Düsseldorf teil. 1962 gründete er die Zeitschrift Dé-coll/age – Bulletin aktueller Ideen. 1963 zeigte er die Installation Das schwarze Zimmer, die in einem dunklen Raum mit schwarz bemalten Wänden installiert ist, in der Galerie Parnass. 1964 initiierte Vostell das Happening In Ulm, um Ulm und um Ulm herum. Im selben Jahr hatte er seine erste Ausstellungsbeteiligung an der 13. Ausstellung des Deutschen Künstlerbundes in Berlin. 1965 folgten die Happenings Berlin 100 Ereignisse und 1967 Miss Vietnam. Er griff oft politische und soziale Themen auf.
In den Jahren 1965 bis 1969 entstanden in Zusammenarbeit mit René Block Ausstellungen, Happenings, Multiples und Publikationen. 1968 entstand der Siebdruck B-52 – statt Bomben. 1969 entstand – in Zusammenarbeit mit der Galerie art intermedia von Helmut Rywelski in Köln – Vostells erste Auto-Beton-Skulptur Ruhender Verkehr.

### Berlin und Malpartida de Caceres

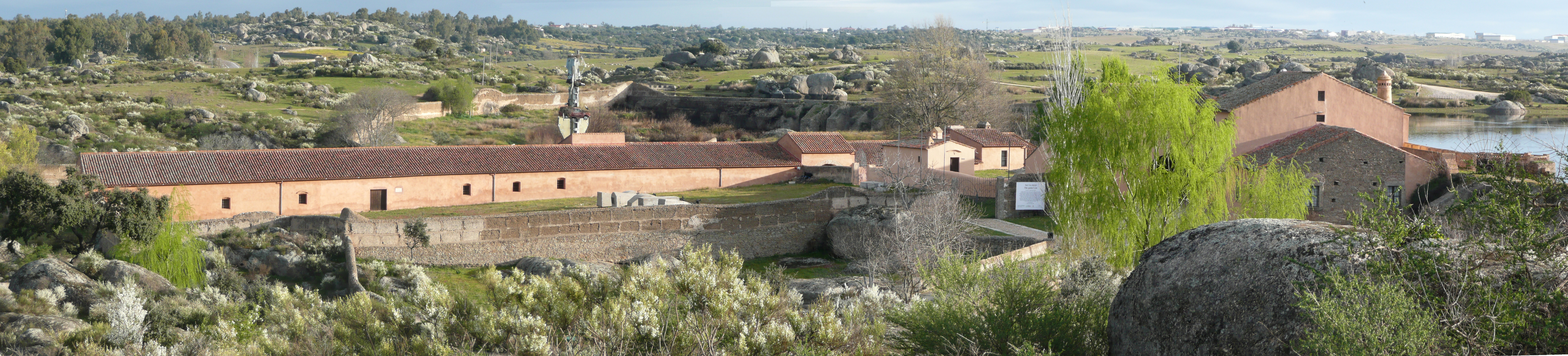
Panorama des Museo Vostell Malpartida

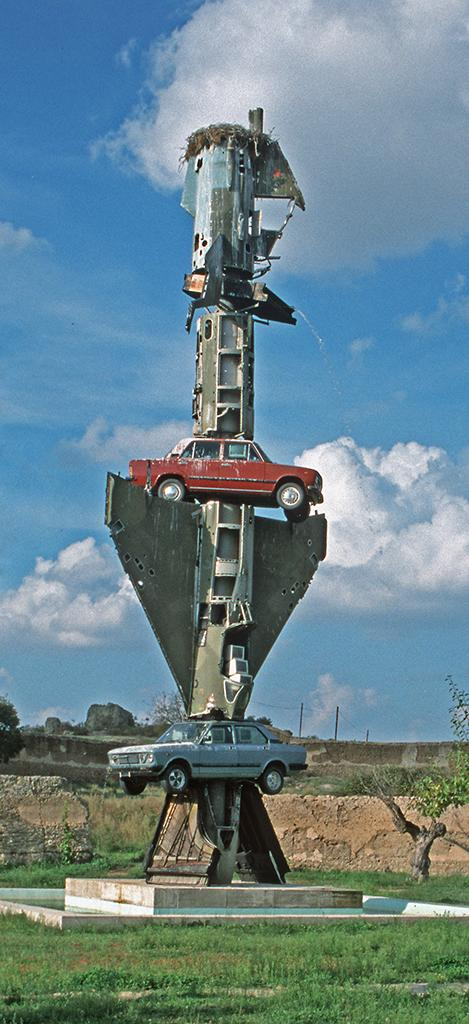
Warum dauerte der Prozess zwischen Pilatus und Jesus nur 2 Minuten? 1996, im Garten des Museo Vostell Malpartida

1970 entstand Heuschrecken, eine Installation mit 20 Monitoren und einer Videokamera. Die Installationen TV-Schuhe und TEK entstanden im selben Jahr. 1973 entstand der Zyklus Mania. 40 Arbeiten, bei denen Vostell auf Fotografien aus Zeitschriften zeichnete und Objekte auf die Fotografien klebte. 1973 entstanden die Installationen Auto-Fieber und Energie. 1976 gründete Vostell in Malpartida de Cáceres das Museo Vostell Malpartida. In Berlin realisierte er 1974 das Happening Erdbeeren.
Ab 1975 beschäftigte er sich mit spanischen Themen wie mit den Gemälden des Zyklus Extremadura, dem Zyklus El muerto que tiene sed (Der Tote der Durst hat) von 1976 oder 1985 El entierro de la Sardina (Das Begräbnis der Sardine). In den 1980er Jahren entstand die Installation Die Winde, das Gemälde Die Schlacht von Anghiari von 1982, eine Reminiszenz an Leonardo da Vincis gleichnamiges Gemälde Schlacht von Anghiari, der Zyklus Milonga von 1985, und die Tauromaqie mit BMW-Teil von 1988.

### 1990er Jahre
Anfang 1990 stellte Vostell als erster westdeutscher Künstler seine Arbeiten in einer Galerie im ehemaligen Ost-Berlin aus. In der Galerie am Weidendamm präsentierte er sein Triptychon 9. November 1989 Berlin und weitere Werke, die den Fall der Mauer thematisieren.
In Berlin entstanden großformatige Gemälde wie das Triptychon Berlin aus dem Jahr 1990, der Zyklus Weinende von 1992 und Weinende Hommage an Anne Frank. Bronze-Skulpturen wie Berlinerin von 1994 in einer kleinen Auflage. Es entstanden grafische Arbeiten, Skulpturen und Assemblagen wie Arc de Triomphe N°1 von 1993, Ritz von 1998 und Multiples wie das Berliner Brot aus dem Jahr 1995.

## Einfluss auf die Kunst

### Dé-coll/age und Verwischung
Vostell benannte von 1954 an seine Plakatabrisse als Dé-coll/age. Später übertrug er den Begriff Dé-coll/age auf seine Happenings. Für Wolf Vostell wurde die Dé-coll/age zum Gestaltungsprinzip und umfassenden Kunstbegriff. Ceres aus dem Jahr 1960, Coca-Cola, Ihr Kandidat, Grosse Sitzung mit Da (alles Bilder aus dem Jahr 1961), Wochenspiegel Beatles und Livio aus dem Jahr 1966 sind Beispiele für seine Dé-coll/agen.
In den 1960er Jahren arbeitete Wolf Vostell mit der Technik der Verwischung. Mit einer Mischung aus Terpentin und Tetrachlorkohlenstoff lassen sich Fotografien in Zeitschriften verwischen. Der Zyklus Kleenex von 1962, Kennedy vor Corham von 1964, Goethe Heute von 1967 und Hommage an Henry Ford und Jaqueline Kennedy von 1967 sind Beispiele für Wolf Vostells Verwischungen. Er kombinierte die Dé-coll/age mit der Verwischung wie bei Jayne Mansfield von 1968 und Marilyn Monroe von 1962 oder Hours of fun aus dem Jahr 1968.

### Politik
Wolf Vostell setzte sich in seinem künstlerischen Schaffen ab den 1950er Jahren mit weltpolitischen Ereignissen auseinander. Er thematisierte 1958 den Zweiten Weltkrieg und den Holocaust in der Installation Das schwarze Zimmer. Der Koreakrieg und der Vietnamkrieg wurden Themen seiner Werke, so wie bei seiner Verwischung Miss America von 1968. Die Ermordung von John F. Kennedy und weitere internationale politische Ereignisse thematisierte er in Bildern und Assemblagen.
Wolf Vostell thematisierte gleichfalls innenpolitische Themen der Bundesrepublik. Die Studentenrevolten, das Wirtschaftswunder und die Kapitalismuskritik sind in seinen Werken dokumentiert. Der Kalte Krieg und der Bosnienkrieg sind in seinen Werken präsent. Den Fall der Berliner Mauer dokumentierte und verarbeitete Wolf Vostell in mehr als 50 Werken. Vom 6 Meter breiten Triptychon 9. November 1989 bis zu kleineren Arbeiten ist durch den Fall der Berliner Mauer bei Wolf Vostell ein weiterer Werkzyklus entstanden.

### Fernsehen
Ab 1958 integrierte Wolf Vostell Fernsehgeräte in seine Werke. Bilder, Assemblagen, Installationen und Skulpturen Vostells sind oftmals mit TV-Geräten gestaltet. Meistens sind diese auf normales Programm eingestellt. Wolf Vostell bezog so die Aktualität und das Zeitgeschehen in seine Werke mit ein.

### Tauromaquia
Ab 1976 reiste Wolf Vostell regelmäßig zwischen Berlin und Malpartida de Cáceres. In seinem spanischen Atelier entstanden während der Zeit eine Reihe von Bildern und Zeichnungen, die das Thema Tauromaquia zeigen. Großformatige Leinwände zeigen Stiere, meist blutend und zerfetzt. Er fertigte Assemblagen, bei denen er gemalte Stierköpfe mit Glühlampen, Autoteilen oder anderen Objekten verband.

### Beton, Blei und Gold
Ab den frühen 1960er Jahren arbeitete Wolf Vostell mit Beton, was zu einer Art Erkennungszeichen seiner Werke wurde. Er schuf Skulpturen, wie seine Auto-Beton-Skulpturen. Er verarbeitete den Beton auch flüssig als Farbe für seine Bilder und Zeichnungen. Zudem malte er mit flüssigem Beton, Acrylfarbe und Kohle. In seinen Bildern und Zeichnungen sind vielmals gezeichnete Betonblöcke zu sehen. Menschliche Körper sind oft als eckige Betonformen zu erkennen.
In den 1980er und 1990er Jahren arbeitete er mit flüssigem Blei. Er goss es über seine Leinwände, kombinierte Acrylfarbe, flüssiges Blei und flüssigen Beton. Wolf Vostell arbeitete auch mit Blattgold, welches er direkt auf die Leinwand auftrug.

## Zitate
- „Kunst ist Leben, Leben ist Kunst.“ (1961)
- „Ereignisse sind Waffen zur Politisierung der Kunst.“ (1970)
- „Ich erkläre den Frieden zum größten Kunstwerk.“ (1979)
- „Jeder Mensch ist ein Kunstwerk.“ (1985)
- „Meine Kunst ist der ewige Widerstand gegen den Tod.“[38][39]

## Rezeption

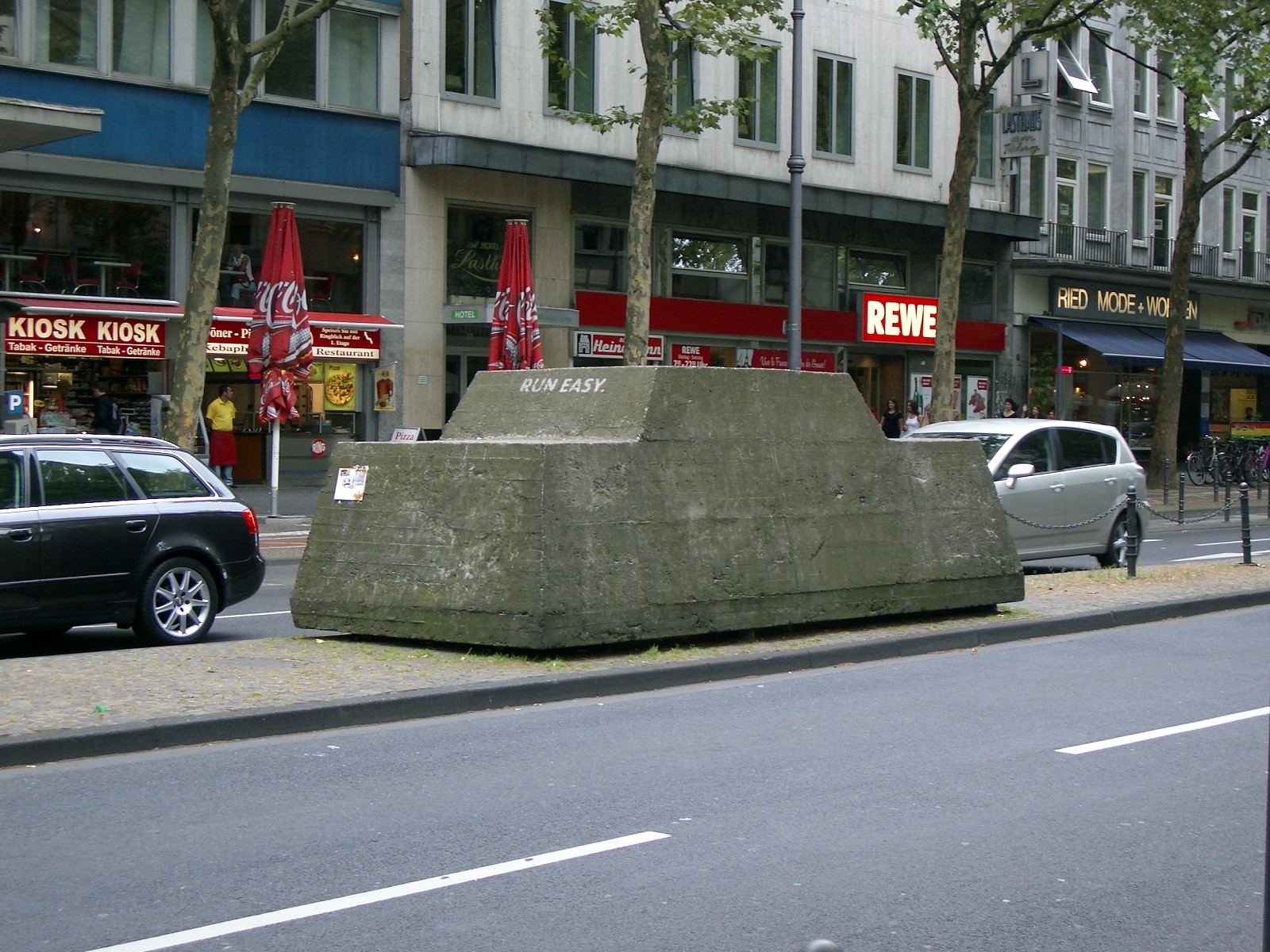
Ruhender Verkehr, 1969, Hohenzollernring Köln (2007)

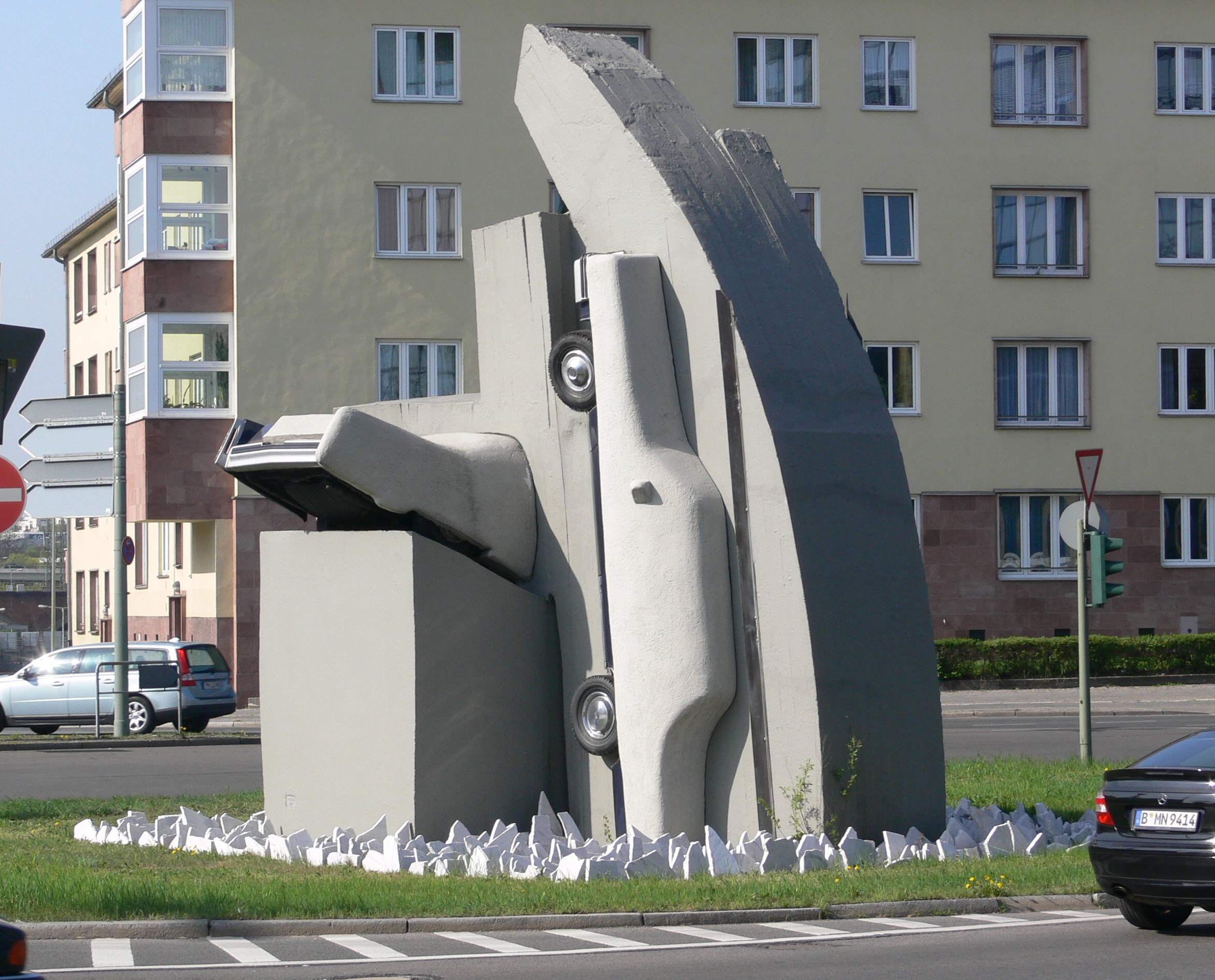
Rathenauplatz Berlin mit der Skulptur Zwei Beton-Cadillacs in Form der nackten Maja von 1987 (2009)

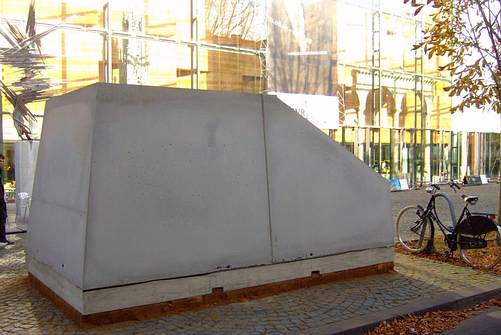
Hommage „Ruhender Verkehr“ zum 75. Geburtstag Vostells von Cornel Wachter, Rheinisches Landesmuseum Bonn (Beton/Mercedes A-Klasse) (2007)

1989 eröffnete das Art’otel Berlin Kudamm, das Wolf Vostell als Thema hat und somit zu einer Dauerausstellung wurde.
1990 wurden Vostells Triptychon 9. November 1989 Berlin und Entwurfszeichnungen dazu erstmals im Ostteil Berlins in der Galerie am Weidendamm in der Friedrichstraße 103 ausgestellt.
1992 ehrte die Stadt Köln Vostell mit einer Retrospektive seines Schaffens. Seine Werke wurden auf sechs Ausstellungsorte verteilt: das Kölnische Stadtmuseum, die Kunsthalle Köln, das Rheinische Landesmuseum Bonn, die Kunsthalle Mannheim, das Schloss Morsbroich in Leverkusen und das Kunstmuseum Mülheim an der Ruhr. Unter der künstlerischen Leitung von David Vostell entstand über diese Retrospektive der Dokumentarfilm Vostell 60 - Rückblick 92.
Seit 1989 steht auf dem Mittelstreifen des Hohenzollernrings in Köln die Auto-Beton-Skulptur Ruhender Verkehr aus dem Jahr 1969. Vostell goss hierfür einen Opel Kapitän in Beton. Weitere Auto-Beton-Skulpturen sind Concrete Traffic aus dem Jahr 1970 in Chicago, im Museo Vostell Malpartida VOAEX aus dem Jahr 1976 und Zwei Beton-Cadillacs in Form der nackten Maja in Berlin aus dem Jahr 1987.

## Ausgewählte Werke
- Korea Massaker, 1953, Museum Fluxus+, Potsdam
- Zyklus Guadalupe, 1958
- Das schwarze Zimmer, 1958, Installation with TV, Berlinische Galerie, Berlin
- Transmigracion, I-III, 1958, Canvas with TV
- Das Theater ist auf der Straße, 1958, Happening
- Rue de Buci, 1960, Dé-coll/age
- Ihr Kandidat, 1961, Dé-coll/age, Haus der Geschichte der Bundesrepublik Deutschland
- Coca-Cola, 1961, Dé-coll/age, Ludwig Museum, Köln
- Cityrama, 1961, Happening
- Wochenspiegel Beatles, 1961, Dé-coll/age, Saarlandmuseum
- Marilyn Monroe, 1962, Dé-coll/age
- Zyklus Kleenex, 1962
- Marilyn Monroe Idolo, 1963, Dé-coll/age
- 6 TV Dé-coll/age, 1963, Installation, Museo Nacional Centro de Arte Reina Sofía, Madrid
- Sun in your head, 1963, Video
- You, 1964, Installation
- Goethe Heute, 1967, Sprengel Museum Hannover
- Hommage an Henry Ford und Jaqueline Kennedy, 1967, Installation, Ludwig Museum
- Elektronischer Dé-coll/age Happening Raum, 1968, Installation with TV, Neue Nationalgalerie, Berlin
- Hours of fun, 1968, Dé-coll/age, Berlinische Galerie, Berlin
- Miss America, 1968, Ludwig Museum
- Jetzt sind die Deutschen wieder Nr. 1 in Europa, 1968, Germanisches Nationalmuseum
- B-52 - Lippenstift Bomber, 1968, Museum of Modern Art, New York[45]
- Nürnberg, 1968
- Ruhender Verkehr, 1969, Hohenzollernring, Köln
- Concrete Traffic, 1970, Chicago
- Heuschrecken, 1970 Museum Moderner Kunst, MUMOK, Vienna
- Auto-Fieber, 1973, Installation, Museo Vostell Malpartida
- VOAEX, 1976
- Die Winde, 1981
- Die Steine, 1981
- Taxistand, 1983
- Mythos Berlin, 1987, Museo Vostell Malpartida
- Zwei Beton-Cadillacs in Form der nackten Maja, 1987, Rathenauplatz, Berlin
- La Tortuga, 1988, Marl
- Schule von Athen, 1988, LVR-LandesMuseum, Bonn
- Tauromaquia mit BMW-Teil, 1988
- Zyklus Der Fall der Berliner Mauer, 1989
- 9. November 1989 Berlin, 1989–1990
- Berlin, 1990
- Le Choc, 1990
- Auto-TV-Hochzeit, 1991, Zentrum für Kunst und Medientechnologie, Karlsruhe
- Zyklus Weinende, Hommage an Anne Frank, 1992
- Arc de Triomphe N°1, 1993
- A-Z, 1995, Museo Extremeño e Iberoamericano de Arte Contemporáneo, Badajoz
- Jesus mit TV Herz, 1996
- Shoah 1492–1945, 1997
- Ritz, 1998

## Ausstellungen und Retrospektiven (Auswahl)
- 1961: Galerie Le Soleil dans la Tête, Paris[46]
- 1963: Galerie Parnass, Wuppertal; Smolin Gallery, New York[47]
- 1966: Bilder, Verwischungen, Happening-Notationen 1961–1966, Kölnischer Kunstverein, Köln
- 1966: Galerie René Block, Berlin[48]
- 1970: happening & fluxus, Kölnischer Kunstverein, Köln
- 1970: Wolf Vostell. Elektronisch, Neue Galerie im Alten Kurhaus, Aachen.
- 1974: Retrospektive. Musée d’art moderne de la Ville de Paris
- 1975: Retrospektive. Neue Nationalgalerie, Berlin[49]
- 1977: Wolf Vostell, Museum am Ostwall, Dortmund, Kestner-Gesellschaft, Hannover, Centro Miró, Barcelona.
- 1977: documenta 6, Kassel
- 1978: Bilder 1959–1974. Museo de Arte Contemporaneo, Madrid
- 1978: Bilder 1959–1974. Fundació Joan Miró, Barcelona
- 1978: Bilder 1959–1974. Fundação Calouste Gulbenkian, Lisbon[50]
- 1980: Vostell. Dé-coll/agen, Verwischungen, Schichtenbilder, Bleibilder, Objektbilder. Kunstverein Braunschweig.
- 1981: Fluxus-Zug. Bereist 15 Städte in Nordrhein-Westfalen
- 1982: Die gesamte Druckgrafik. Bibliothèque nationale de France, Paris
- 1983: Bienal de Sao Paulo, São Paulo[51]
- 1985: Wolf Vostell, Musée d’Art moderne et contemporain de Strasbourg, Strasbourg.
- 1987: Mythos Berlin, Staatliche Kunsthalle, Berlin
- 1990: Biennale di Venezia, Venice[52]
- 1990: 9. November 1989. Galerie am Weidendamm, Zentrum für Kunstausstellungen der DDR, Berlin
- 1992: Vostell 60 – Rückblick 92. Retrospektive. Rheinisches Landesmuseum Bonn, Kölnisches Stadtmuseum, Schloss Morsbroich, Kunstmuseum Mülheim an der Ruhr, Kunsthalle Köln.
- 1992 Wolf Vostell, Kafkas Boot, Galerie Chobot, Wien.
- Vostell. Dipinti 1954–1991. Palazzo delle Esposizioni, Rom
- Vostell – Extremadura, Asamblea de Extremadura, Merida
- 1994: Utopische Stadtprojekte, Galerie Rafael Vostell, Berlin[53]
- 1995: 3. Biennale de Lyon, Lyon[54]
- 1996: Face à l’Histoire, Musée National d’Art Moderne, Centre Georges Pompidou, Paris[55]
- 1997: Wolf Vostell in nordrheinwestfälischen Sammlungen, Kulturabteilung Bayer AG, Leverkusen
- 1997: Video Sculptures in Germany 1963–1993, Museum van Hedendaagse Kunst, Ghent[56]
- 1997: Deutschlandbilder, Martin-Gropius-Bau, Berlin[57]
- 2006: Die gesamte Druckgrafik. Kunsthalle Bremen
- 2007: Meine Kunst ist der ewige Widerstand gegen den Tod.[58] Rheinisches Landesmuseum Bonn
- 2008: Wolf Vostell. Mon art est la résistance éternelle à la mort, Carré d´Art-Musée d´Art Contemporain de Nimes
- 2010: Das Theater ist auf der Straße, Die Happenings von Wolf Vostell. Museum Morsbroich Leverkusen
- Wolf Vostell Artista Europeo, Fondazione Mudima, Mailand
- 2011: Wolf Vostell – Fluxus, Film und Fernsehen. museum FLUXUS+, Potsdam.
- 2013: Wolf Vostell. Endogen Depression. Gallery The Box, Los Ángeles.[59]
- 2014: Beuys Brock Vostell. Aktion Demonstration Partizipation 1949–1983. ZKM – Zentrum für Kunst und Medientechnologie, Karlsruhe
- 2014: Wolf Vostell. Endogen Depression. Galerie Anne de Villepoix, Paris.[60]
- 2015: Poesie der Großstadt. Die Affichisten. Schirn Kunsthalle, Frankfurt/Main
- 2017: Vostell Concrete 1969–1973. Smart Museum of Art, The University of Chicago.
- 2017: Wolf Vostell. Berlin-Fieber. We Gallery, Berlin.
- 2017/2018: Wolf Vostell zum 85. Geburtstag – Skizzen und Skulpturen. museum FLUXUS+, Potsdam.
- 2018: Wolf Vostell. Vida=Arte=Vida. Museo de Arte Contemporáneo de Castilla y León, León[61]
- 2019: Wolf Vostell. Gedächtnisausstellung. Dadadezentrale Berlin
- 2020: Wolf Vostell. Außerordentlich hässlich. Galerie aKonzept Berlin[62]
- 2020: Gezeichnete Stadt: Arbeiten auf Papier, Berlinische Galerie Berlin.[63]
- 2022: Art after Auschwitz - Wolf Vostell & Boris Lurie. Kunstmuseum Den Haag[64]
- 2022: Kunst nach der Shoah - Wolf Vostell im Dialog mit Boris Lurie. Kunsthaus Dahlem Berlin
- 2022: Concrete Cadillacs - Wolf Vostells Antidenkmal der Konsumgesellschaft. museum FLUXUS+, Potsdam.
- 2022/23: Wolf Vostell. »Die Menschenrechte sind Kunstwerke!«, Museum Morsbroich, Leverkusen
- 2024: Hommage a Mercedes, Museo Vostell Malpartida, Malpartida de Cáceres[65]

## Sammlungen
- Das Museum of Modern Art (MoMA) in New York verfügt über eine umfangreiche Sammlung von Vostell, welche unter anderem das Werk „B 52 Lipstick Bomber“ (1968) beinhaltet.[66][67]
- Eine umfangreiche Sammlung von Werken ist im museum FLUXUS+ in Potsdam zu sehen.
- In seiner Geburtsstadt Leverkusen ist Wolf Vostell im Museum Morsbroich mit Arbeiten aus den Jahren 1959 bis 1982 ständig vertreten.
- In der Sammlung der Berlinischen Galerie befinden sich einige Werke von Wolf Vostell. Unter anderem sind es die Installation Das schwarze Zimmer aus dem Jahr 1958, Wir waren so eine Art Museumsstück von 1964, Hours of fun von 1968 oder Die Schlacht von Anghiari aus dem Jahr 1986.
- Das Museo Vostell Malpartida zeigt in seiner ständigen Sammlung Werke aus den 1970er Jahren, wie Auto-Fieber, Energie und VOAEX, aus den 1980er Jahren, wie El Entierro de la Sardina, Las Chicas del Billar und Mythos Berlin und aus den 1990er Jahren, wie den Zyklus Trashumancia. Im Museo Vostell Malpartida befindet sich das Vostell-Archiv.
- Mehrere Werke von Wolf Vostell, wie die Dé-coll/age Coca-Cola von 1961, die Installation Hommage an Henry Ford und Jaqueline Kennedy von 1967 und die Verwischung Miss America von 1968, befinden sich in der Sammlung des Museums Ludwig in Köln. Frühe Werke wie der Elektronischer dé-coll/age Happening Raum von 1968 befinden sich in der Neuen Nationalgalerie in Berlin. Heuschrecken aus dem Jahr 1970 ist im Museum Moderner Kunst Stiftung Ludwig Wien zu sehen und Marilyn Monroe in der Neuen Galerie.[68]

Weitere Werke befinden sich im Centre Pompidou Paris, Zentrum für Kunst und Medientechnologie, im Haus der Geschichte der Bundesrepublik Deutschland, im Germanischen Nationalmuseum, im Rheinischen Landesmuseum Bonn, im Museo Reina Sofia, im Musée d’art moderne de la Ville de Paris, im Musée d’Art Moderne et Contemporain de Strasbourg, in der Fondazione Mudima in Mailand, in der Albertina Wien, auf öffentlichen Straßen und Plätzen und in weiteren Museen und privaten Sammlungen weltweit.

## Auszeichnungen und Ehrungen
- 1981: Dozent, Internationale Sommerakademie für Bildende Kunst Salzburg
- 1982: Premio Pablo Iglesias, Madrid.
- 1990: Médaille de la Ville de Paris[70]
- 1992: Ehrenprofessur, Berlin.
- 1996: Berliner Bär (B.Z.-Kulturpreis)
- 1997: Hannah-Höch-Preis. Von der Berlinischen Galerie verliehen.
- 1998: Medalla de Extremadura, Spanien (posthum)
- Paseo Wolf Vostell, Malpartida de Cáceres, Spanien (posthum)
- Ehrenbürger von Malpartida de Cáceres, Spanien (posthum)
- 2001: Wolf Vostell Straße, Leverkusen (posthum)[71]
- 2014: Internationaler Menschenrechtspreis, Dr. Rainer Hildebrandt-Medaille (posthum)

## Ausstellungskataloge und Darstellungen
- Phasen. Jürgen Becker und Wolf Vostell, Vorwort von Max Bense, Galerie Der Spiegel, Köln 1960.
- TPL, François Dufrêne, Alain Jouffroy, Wolf Vostell. Verlag Der Kalender, Wuppertal 1961.
- Hrsg.: Jürgen Becker und Wolf Vostell: Happenings, Fluxus, Pop Art, Nouveau Réalisme. Eine Dokumentation. Rowohlt Verlag, Reinbek 1965.
- Wolf Vostell. Ziehung der Lottozahlen, Tagesschau und Wetterkarte, Das Wort zum Sonntag. edition et, et 14, 1966.
- Vostell. Bilder, Verwischungen, Happening-Notationen 1961–1966. Kölnischer Kunstverein, 1966.
- Rainer K. Wick: Vostell Soziologisch. Bonn 1969.
- Wolf Vostell. Dé-coll/agen, Verwischungen 1954–1969. Edition 17, Galerie René Block, Berlin 1969.
- Wolf Vostell. Aktionen, Happenings und Demonstrationen seit 1965. Rowohlt Verlag, Reinbek 1970, ISBN 3-498-07053-3.
- Wolf Vostell. Happening und Leben. Luchterhand Verlag 1970.
- Wolf Vostell. Elektronisch. Neue Galerie im Alten Kurhaus, Aachen 1970.
- Wolf Vostell. Environments/Happenings 1958–1974. Arc2, Musée d’art Moderne de la Ville de Paris, Paris 1974.
- Wolf Vostell. Retrospektive 1958–1974. Neue Nationalgalerie Berlin, Staatliche Museen Preußischer Kulturbesitz, Berlin 1975.
- V40. Verlag Multhipla Edizione, Mailand 1976.
- Wilhelm Salber: Das Ei. Mediengrammatik zum Documenta-Projekt von Vostell. Kassel 1977.
- Wolf Vostell. Zeichnungen 1952–1976. Museum am Ostwall, Dortmund 1977.
- Wolf Vostell. Environments, Pintura, Happenings, Dibuixos, Video. Fundació Joan Miró, Barcelona 1978.
- Wolf Vostell. Musée d’art moderne et contemporain de Strasbourg 1985.
- Fluxus-Zug. Das mobile Museum. 7 Environments über Liebe, Tod, Arbeit. Berlin 1981.
- Vostell und Berlin, Leben und Werk 1971–1981. DAAD-Galerie Verlag, Berlin 1982.
- Wolf Vostell, Die Nackten und die Toten. Edition Ars Viva und Edition Wewerka, Berlin 1983, ISBN 3-923466-58-3, ISBN 3-924306-11-7.
- Vostell. Dé-coll/agen, Verwischungen, Schichtenbilder, Bleibilder, Objektbilder. Kunstverein Braunschweig, 1980.
- Das Plastische Werk 1953–1987. Mult(H)ipla, Mailand 1987.
- Wolf Vostell: Tauromaquie, Automaquie, Frauenmaquie 1987-88. Mit einem Text von Dieter Ronte, Maquie - Wolf Vostell. Galerie Chobot, Wien 1989, ISBN 3-900346-15-1.
- Vostell. Galerie Lavignes-Bastille, Paris, 1990, ISBN 2-908783-00-2.
- Rolf Wedewer: Vostell. Retrospektive 92. Papierarbeiten, Intermedia – TV &, Video. Ausstellungskatalog mit Texten von Michael Euler-Schmidt. Edition Braus, Heidelberg 1992, ISBN 3-925520-44-9.
- Wolf Vostell, Dipinti 1954–1991. Edizioni Carte Segrete, Rom 1992, ISBN 88-85203-53-1.
- Wolf Vostell. Leben = Kunst = Leben. Kunstgalerie Gera, E. A. Seemann, Gera 1993, ISBN 3-363-00605-5.
- Wolf Vostell. Automobile. Herausgegeben von Pablo J. Rico. Wasmuth Verlag, Tübingen 1999, ISBN 3-8030-3093-5.
- Vostell. I disastri della pace/The Disasters of Peace. Varlerio Dehò, Edizioni Charta, Mailand 1999, ISBN 88-8158-253-8.
- Wolf Vostell. La Caída del Muro de Berlín. Museo Vostell Malpartida, 2000, ISBN 84-7671-583-8.
- José Antonio Agúndez García: 10 Happenings von Wolf Vostell. Editora Regional de Extremadura, 2001, ISBN 84-7671-510-2.
- Wolf Vostell. Television. Galeria Miejska Arsenał w Poznaniu, Polen 2002, ISBN 83-88947-05-2.
- Wolf Vostell. Museo Vostell Malpartida. MVM. Katalog. 2002, ISBN 84-7671-697-4.
- Wolf Vostell. Giacomo Zaza, La Nuova Pesa, Rom 2004, ISBN 2-9519858-4-3.
- Maria del Mar Lozano Bartolozzi: Wolf Vostell. Editorial Nerea, Serie Arte Hoy, 2005, ISBN 84-89569-38-X.
- Wolfgang Vomm, Wulf Herzogenrath, José Antonio Agúndez García (Hrsg.): Wolf Vostell – Die Druckgrafik. Städtische Galerie Villa Zanders in Zusammenarbeit mit dem Galerie und Schloßverein. Bergisch Gladbach 2005, ISBN 3-9810401-0-4.
- sediment: Wolf Vostell. Auf Straßen und Plätzen durch die Galerien (= Mitteilungen zur Geschichte des Kunsthandels. Heft 14/2007.) Zentralarchiv des internationalen Kunsthandels; Verlag für moderne Kunst, Nürnberg, ISBN 978-3-939738-61-9.
- Wolf Vostell. Meine Kunst ist der ewige Widerstand gegen den Tod. Rheinisches Landesmuseum, Bonn 2007, ISBN 978-3-9811834-0-5.
- Wolf Vostell. Mon art est la résistance éternelle à la mort. Carré d’Art-Musée d’Art Contemporain de Nimes, 2008, ISBN 978-2-915639-88-9.
- Wolf Vostell. Dé-coll/age (= Editorial Pintan Espadas. No. 10.) Badajoz 2008, ISBN 978-84-7796-165-9.
- Wolf Vostell. Artista Europeo. Mudima Edizioni, Mailand 2010, ISBN 978-88-96817-04-9.
- „Das Theater ist auf der Straße.“ Die Happenings von Wolf Vostell. Museum Morsbroich Leverkusen. Kerber Verlag, 2010, ISBN 978-3-86678-431-4.
- Wolf Vostell, Der Künstler ist anwesend. Stadtgalerie Mannheim, 2012, ISBN 978-3-944128-37-5.[72]
- Mercedes Vostell: Vostell – ein Leben lang. Siebenhaar Verlag, Berlin 2012, ISBN 978-3-936962-88-8.
- Klaus Gereon Beuckers: Dé-coll/age und Happening. Studien zum Werk von Wolf Vostell. Ludwig, Kiel 2012, ISBN 978-3-86935-145-2.[73]
- Carteles. Wolf Vostell. Museo Vostell Malpartida 2013, ISBN 978-84-9852-359-1.
- Klaus Gereon Beuckers, Hans-Edwin Friedrich, Sven Hanuschek: dé-coll/age als Manifest, Manifest als dé-coll/age. Manifeste, Aktionsvorträge und Essays von Wolf Vostell (= neoAvantgarden. Band 3). edition text + kritik, München 2014, ISBN 978-3-86916-260-7.[74]
- Beuys Brock Vostell. Aktion Demonstration Partizipation 1949–1983. ZKM – Zentrum für Kunst und Medientechnologie. Hatje Cantz, Karlsruhe 2014, ISBN 978-3-7757-3864-4.[75]
- Dick Higgins, Wolf Vostell. Fantastic Architecture. Primary Information, 2015, ISBN 978-0-9906896-0-7.
- David Vostell (Hg.): Wolf Vostell, Seismograph seiner Epoche, Werke 1952–1998. LB Publikation, The Wolf Vostell Estate, 2016
- Vostell, Stills. Rooster Gallery New York, The Wolf Vostell Estate, 2016
- Boris Lurie und Wolf Vostell: Art after the Shoah, Kunstmuseum Den Haag / Hatje Cantz, ISBN 978-3-7757-5216-9[76]
- Wolf Vostell im Dialog mit Boris Lurie, Kunsthaus Dahlem, 2022, ISBN 978-3-9824685-0-1[77]

## Filme
- 1966: Kunst und Ketchup (über das 24-Stunden-Happening). Südwestfunk. Film von Elmar Hügler.
- 1967: Wolf Vostell und Hansjoachim Dietrich – Hommage an Henry Ford. Autohaus Maletz. Köln. Film von Manfred Montwé.
- 1968: Wolf Vostell. WDR. Köln und Wuppertal. Film von Paul Karalus.
- 1969: Vostell und andere oder Lippenstifte für Vietnam. WDR. Film von Paul Karalus.
- 1973: Wolf Vostell – Berlin Fieber. Happening – Dokumentation von Ulrike Ottinger
- 1980: Endogen Depression. Dokumentation von David Vostell.
- 1982: Elektronischer dé-coll/age Happening Raum. In der Ausstellung Kunst wird Material. Neue Nationalgalerie Berlin, 1982. Film von David Vostell
- Wolf Vostell – Mitten am Rande der Welt. NDR. Film von Jürgen Böttcher.
- Reisewege zur Kunst, Extremadura. SFB. Film von Jürgen Böttcher.
- 1983: Wolf Vostell – Miss America. NDR. Film von Hannelore Schäfer.
- 1986: Wolf Vostell. Miss America (1968). WDR. 1000 Meisterwerke
- 1988: Wolf Vostell – Kunst ist Leben, Leben ist Kunst. NDR. Menschengesichte. Film von Rudij Bergmann.
- 1991: Der Ruhende Verkehr – Wolf Vostell und das Auto. WDR. Film von Doris Netenjakob.
- 1992: Wolf Vostell, Vostell 60 – Rückblick 92. WDR. Bericht über die Wolf Vostell Retrospektive in NRW 1992.
- Vostell 60 – Rückblick 92. Film von David Vostell
- 1994: Traumziele. Zwischen Berlin und Malpartida-auf den Spuren von Wolf Vostell. WDR. Film von Werner Filmer und Ernst – Michael Wingens.
- 1997: Wolf Vostell. SDR. BergmannsArt. Film von Rudij Bergmann.
- 2015: Malpartida Fluxus Village. Film von María Pérez.

## Werkverzeichnis
- Liste der Aktionen, Fluxus-Konzerte und Dé-coll/age-Happenings von Wolf Vostell (Auswahl)
- Liste der Environments, Installationen und Skulpturen von Wolf Vostell (Auswahl)
- Liste der Bilder von Wolf Vostell (Auswahl)
- Liste der Multiples von Wolf Vostell (Auswahl)